# FC KAMAZ Naberezhnye Chelny
El FC KAMAZ Naberezhnye Chelny (del ruso: Футбольный клуб КАМАЗ Набережные Челны) es un club de fútbol ruso de la ciudad de Náberezhnye Chelny. Fue fundado en 1981, disputa sus partidos como local en el estadio KAMAZ y juega en la Primera División de Rusia.

## Historia
El club fue fundado el 11 de noviembre de 1981 en la planta de KAMAZ con el nombre de Trud-PRZ. El equipo ganó la Copa de Tatarstán en 1987 y jugó en los torneos locales hasta 1988, cuando cambió su nombre a "Torpedo" y ascendieron a la Segunda Liga Soviética. El club, ya como KAMAZ, permaneció en esta liga hasta 1992, cuando tras el colapso de la Unión Soviética y la reorganización de ligas entraron a jugar en la Primera División de Rusia. En esa histórica temporada quedaron campeones de la Zona Centro y ascendieron a la Liga Premier de Rusia.
El mejor resultado obtenido por KAMAZ en la Liga Premier fue una sexta posición en 1994. Esto permitió al club a participar en la Copa Intertoto de 1996, donde el KAMAZ llegó a las semifinales, derrotando al 1860 Múnich, en la fase de grupos, pero fue eliminado por el Guingamp por un global de 2-4.
El KAMAZ permaneció en la máxima categoría del fútbol ruso desde 1993 hasta 1997, cuando los problemas financieros de la planta KAMAZ, propietaria del club, provocó el descenso a la Primera División y a la Segunda División un año más tarde. El equipo jugó en la zona de los Urales de la Segunda División desde 1999 hasta 2003, donde ganó la promoción.
Nuevamente el KAMAZ se convirtió en uno de los equipos líderes de la Primera División, terminando cuarto en 2004, 2006, 2007 y 2010 y tercero en 2005 y 2008.
A lo largo de su historia, el club ha sido conocido como Trud-PRZ (1981-1987), Torpedo (1988-1989), KAMAZ (1990-1994) y KAMAZ-Chally (1995-2000).

## Historial en liga

### Unión Soviética
| Temporada | Div.               | Pos. | PJ | PG | PE | PP | GA | GC | Pts. | Copa | Europa | Europa | Goleador (liga)                | Entrenador |
| --------- | ------------------ | ---- | -- | -- | -- | -- | -- | -- | ---- | ---- | ------ | ------ | ------------------------------ | ---------- |
| 1988      | 3ª, Grupo 2        | 14   | 32 | 8  | 12 | 12 | 32 | 36 | 28   | —    | —      | —      | Gibadullin - 7 Dm. Smirnov - 7 | Chetverik  |
| 1989      | 3ª, Grupo 2        | 7    | 42 | 20 | 8  | 14 | 59 | 50 | 48   | —    | —      | —      | Zakiyev - 11                   | Chetverik  |
| 1990      | 4ª, Grupo 7        | 1    | 32 | 21 | 5  | 6  | 67 | 26 | 47   | —    | —      | —      | Baryshev - 17                  | Chetverik  |
| 1991      | 3ª, Grupo "Centro" | 10   | 42 | 19 | 3  | 20 | 60 | 55 | 41   | —    | —      | —      | Y. Kuznetsov - 28              | Chetverik  |
| 1992      | —                  | —    | —  | —  | —  | —  | —  | —  | —    | R128 | —      | —      | —                              | Chetverik  |

### Rusia
| Temporada | Div.            | Pos. | PJ | PG | PE | PP | GA | GC | Pts.   | Copa  | Europa | Europa | Goleador (liga)              | Entrenador        |
| --------- | --------------- | ---- | -- | -- | -- | -- | -- | -- | ------ | ----- | ------ | ------ | ---------------------------- | ----------------- |
| 1992      | 2ª, "Centro"    | 1    | 34 | 26 | 3  | 5  | 78 | 19 | 55     | —     | —      | —      | Panchenko - 26               | Chetverik         |
| 1993      | LP (1ª)         | 10   | 34 | 12 | 6  | 16 | 45 | 53 | 30     | R32   | —      | —      | Panchenko - 21               | Chetverik         |
| 1994      | LP (1ª)         | 6    | 30 | 11 | 9  | 10 | 38 | 38 | 31     | 1/4   | —      | —      | Tropanets - 7 Panchenko - 7  | Chetverik         |
| 1995      | LP (1ª)         | 9    | 30 | 10 | 8  | 12 | 34 | 30 | 38     | R16   | —      | —      | Durnev - 9                   | Chetverik         |
| 1996      | LP (1ª)         | 14   | 34 | 10 | 6  | 18 | 43 | 57 | 36     | 1/4   | UIC    | SF     | Babenko - 9                  | Chetverik Butaliy |
| 1997      | LP (1ª)         | 18   | 34 | 8  | 3  | 23 | 38 | 75 | 21(-6) | R32   | —      | —      | Shukanov - 7                 | Zelkevičius       |
| 1998      | 2ª              | 22   | 42 | 7  | 5  | 30 | 32 | 82 | 26     | R16   | —      | —      | Vekovishchev - 9             | Butaliy           |
| 1999      | 3ª, "Urales"    | 10   | 30 | 11 | 7  | 12 | 41 | 46 | 40     | R256  | —      | —      | Tsarayev - 11                | Chetverik         |
| 2000      | 3ª, "Urales"    | 3    | 30 | 20 | 4  | 6  | 80 | 23 | 64     | R1024 | —      | —      | Strizhov - 20                | Shubin            |
| 2001      | 3ª, "Urales"    | 3    | 30 | 21 | 1  | 8  | 81 | 26 | 64     | R512  | —      | —      | Yermilov - 26                | Shubin Butaliy    |
| 2002      | 3ª, "Urales"    | 6    | 28 | 15 | 6  | 7  | 41 | 24 | 51     | R64   | —      | —      | Yermilov - 15                | Butaliy Gazzaev   |
| 2003      | 3ª, "Urales-P." | 1    | 38 | 30 | 4  | 4  | 85 | 20 | 94     | R128  | —      | —      | Yermilov - 23                | Gazzaev           |
| 2004      | 2ª              | 4    | 42 | 19 | 12 | 11 | 52 | 49 | 69     | R32   | —      | —      | Kalimullin - 9               | Gazzaev           |
| 2005      | 2ª              | 3    | 42 | 26 | 6  | 10 | 80 | 32 | 84     | R32   | —      | —      | Monaryov - 18                | Gazzaev           |
| 2006      | 2ª              | 4    | 42 | 22 | 11 | 9  | 54 | 26 | 77     | R64   | —      | —      | Belozyorov - 8               | Gazzaev           |
| 2007      | 2ª              | 4    | 42 | 23 | 8  | 11 | 67 | 34 | 77     | R64   | —      | —      | Zeba - 12                    | Gazzaev           |
| 2008      | 2ª              | 3    | 42 | 23 | 10 | 9  | 68 | 41 | 79     | R16   | —      | —      | Gogniyev - 17                | Gazzaev           |
| 2009      | 2ª              | 5    | 38 | 18 | 10 | 10 | 50 | 31 | 64     | R32   | —      | —      | Gogniyev - 17                | Gazzaev Panov     |
| 2010      | 2ª              | 4    | 38 | 19 | 9  | 10 | 55 | 43 | 66     | R16   | —      | —      | Gogniyev - 13 Serdyukov - 13 | Yevdokimov        |

## Participación en competiciones europeas
| Temporada | Competición   | Ronda   | Club             | Cómputo global | Casa | Fuera |
| --------- | ------------- | ------- | ---------------- | -------------- | ---- | ----- |
| 1996      | Intertoto Cup | Grupo 8 | ŁKS Łódź         | 1º Lugar       | 3-0  |       |
| 1996      | Intertoto Cup | Grupo 8 | FC Kaučuk Opava  | 1º Lugar       |      | 2-1   |
| 1996      | Intertoto Cup | Grupo 8 | Spartak Varna    | 1º Lugar       | 2-2  |       |
| 1996      | Intertoto Cup | Grupo 8 | TSV 1860 München | 1º Lugar       |      | 1-0   |
| 1996      | Intertoto Cup | 1/2     | EA Guingamp      | 2-4            | 2-0  | 0-4   |

| Equipo                         | Pts | PJ | PG | PE | PP | GF | GC | Dif. |
| ------------------------------ | --- | -- | -- | -- | -- | -- | -- | ---- |
| 1. FC KAMAZ Naberezhnye Chelny | 10  | 4  | 3  | 1  | 0  | 8  | 3  | +5   |
| 2. TSV 1860 Múnich             | 6   | 4  | 2  | 0  | 2  | 8  | 3  | +5   |
| 3. Kaucuk Opava                | 6   | 4  | 2  | 0  | 2  | 5  | 4  | +1   |
| 4. PFC Spartak Varna           | 5   | 4  | 1  | 2  | 1  | 5  | 5  | 0    |
| 5. ŁKS Łódź                    | 1   | 4  | 0  | 1  | 3  | 1  | 12 | -11  |